# 9056 Піскунов
9056 Піскунов (9056 Piskunov) — астероїд головного поясу, відкритий 1 березня 1992 року.
Тіссеранів параметр щодо Юпітера — 3,324.